# Дороті Гейл

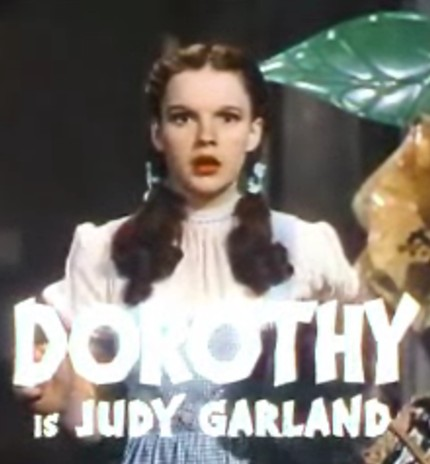
Джуді Гарленд у ролі Дороті Гейл

Дороті Гейл (англ. Dorothy Gale) — головна героїня книг казкового циклу про Країну Оз, написаних Лайменом Френком Баумом. Уперше вона з'являється в класичному дитячому романі Баума «Дивовижний чарівник країни Оз» 1900 року і потім з'являється в більшості його продовжень. Крім того, є головною героїнею різних адаптацій, зокрема, класичної екранізації роману «Чарівник країни Оз» 1939 року.
У наступних романах Країна Оз поступово стає для неї знайомішою, ніж її рідний Канзас. Зрештою Дороті переїжджає жити в квартиру в палаці Смарагдового міста, але тільки після того, як її тітка Ем і дядько Генрі поселяються у фермерському будинку на його околиці, не маючи можливості виплачувати іпотеку за свій будинок у Канзасі. Найкраща подруга Дороті, принцеса Озма, правителька країни Оз, потім у романах офіційно робить її принцесою країни Оз.

## Опис
Дороті — сирота, єдині її близькі живі родичі — дядько Генрі і тітка Ем. Вона також має: невідомих родичів у Австралії, двоюрідного брата Зеба і ще кількох родичів. Можна припустити, що в першій книзі їй шість-сім років, хоча вік ніде точно не вказано. Про те, коли і як вона втратила батьків, ніде не йдеться.
Дороті чотири рази відвідує Країну Оз за різних обставин, а вп'яте залишається там назавжди.

## Риси характеру
Добра, смілива, розумна, віддана, дбайлива, працьовита, співчутлива.

## За лаштунками
Прообразом героїні циклу про Країну Оз стала племінниця дружини автора, яку звали Дороті Луїза Ґейдж (Dorothy Louise Gage).

## Цікаві факти
- На честь Дороті Гейл 11 квітня 2018 року названо кратер Dorothy на Хароні[2].

## У кінематографі
- «Чарівник країни Оз» (1939; Велика Британія), режисер Віктор Флемінг, у ролі Дороті — Джуді Гарленд
- «Віз[en]» (1978; США), режисер Сідні Люмет; у ролі Дороті — Даяна Росс
- «Повернення в країну Оз» (1985; США, Велика Британія) — повнометражний фільм, знятий за мотивами творів Л. Ф. Баума «Чудова країна Оз» та «Озма з країни Оз»; у ролі Дороті — Файруза Балк
- «Пригоди в Смарагдовому місті[ru]» (1999—2000; Росія), режисери Ілля Максимов (1999), Денис Чернов (2000); перший проект студії «Мельница», у ролі Доллі — Тетяна Михалєвкіна
- «Зачароване королівство» (2007; США), режисер Нік Віллінг[en], Ді Джі (Дешанель) — офіціантка в забігайлівці, яка ніяк не могла звикнути до мирного життя невеликого містечка
- «Том і Джеррі та Чарівник із країни Оз» (2011; США), режисер Спайк Брандт, у ролі Дороті — Ґрей Делайл[en]
- «Дороті та Чарівник країни Оз[en]» (2017) — мультсеріал.
- «Смарагдове місто» (2017) — мінісеріал. У ролі Дороті — Адріа Архона.